# ألفرد جينوفيز
ألفرد جينوفيز (بالإنجليزية: Alfred Genovese)‏ هو زمّار أمريكي، ولد في 25 أبريل 1931 في نيوتن في الولايات المتحدة، وتوفي في 11 مارس 2011 في فيلادلفيا في الولايات المتحدة بسبب نوبة قلبية.

## روابط خارجية
- ألفرد جينوفيز على موقع ميوزك برينز (الإنجليزية)
- ألفرد جينوفيز على موقع ديسكوغز (الإنجليزية)